# Segundo Livro de Enoque
O Segundo Livro de Enoque (abreviado como 2 Enoque e também conhecido como Enoque Eslavo ou Segredos de Enoque) é um texto pseudepigráfico do gênero apocalíptico. Ele descreve a ascensão do patriarca Enoque, ancestral de Noé, por dez céus em um cosmos no centro da Terra.
A cosmologia de 2 Enoque corresponde intimamente às primeiras crenças medievais sobre a estrutura metafísica do universo. Embora possa ter influenciado a formação dessas crenças, o texto foi perdido após vários séculos; foi recuperado e publicado no final do século XIX. O texto completo existe apenas na Igreja eslava, mas fragmentos coptas são conhecidos desde 2009. A versão búlgara antiga em si representa uma tradução de um original em grego.
Os estudiosos geralmente atribuem 2 Enoque a um autor que representa uma seita judaica não identificada, enquanto outros a consideram obra dos cristãos do primeiro século. Outros o consideram uma obra cristã posterior. 2 Enoque não está incluído nos cânones judaicos ou cristãos.
2 Enoque é distinto do Livro de Enoque, conhecido como 1 Enoque. Há também um 3 Enoque não relacionado com esse. A numeração desses textos foi aplicada por estudiosos para distinguir os textos uns dos outros.